# ヴイナス戦記
『ヴイナス戦記』（ヴイナスせんき, The Venus Wars）は、1987年から1990年に学習研究社の漫画雑誌『コミックNORA』にて連載された安彦良和の漫画、またこれを原作とするアニメ映画。

## 概要
『アリオン』『クルドの星』に続く安彦の連載漫画としての3作目。未来の金星を舞台にしたSF作品だが、後の安彦漫画に通じる歴史ドキュメンタリー風のタッチで描かれている。
人類が植民した金星（ヴイナス）の二大勢力の軍事衝突を背景に、「アフロディア」の戦闘バイク部隊に志願した少年ヒロの戦いを描く第一部（ヒロ編）、終戦後の「イシュタル」の覇権争いに巻き込まれた青年士官マティウの運命を描く第二部（マティウ編）から構成されている。
1989年、ヒロ編をベースにアニメ映画化された。
第三部も構想されていることが『コミックNORA』にて発表されていたが、安彦が映画化にあたり監督も務めることになり、そちらの作業に専念するため第二部終了時点で連載が休止され、以後再開されることがなかった。
当初の設定では、金星は小惑星との「大衝突（グレート・バンプ）」により自転と公転の周期が等しくなり、（地球の月のように）太陽に常に同じ面を向けているため見かけ上昼夜が変わらないということになっていた。しかし後に読者の指摘で、金星は自転と公転の向きが逆であるためにこうした現象が起こり得ないことが判明、第二部とアニメ版では、非常に長い周期で昼夜が訪れる設定に変更されている。

## あらすじ
21世紀初頭。金星は小惑星（巨大氷塊）との「大衝突（グレート・バンプ）」によって環境が激変（二酸化炭素の大気が宇宙空間に吹き飛び、表面温度が下がり、氷塊が溶けて海を形成し、地軸の傾きと自転速度が変化）し、人類の生活可能な惑星となっていた。金星の植民が開始されて半世紀余り、金星は強大な軍事力を誇る“イシュタル”と肥沃な国土に恵まれた“アフロディア”の二大自治州に別れ、対立を深めていた。
生きる意味を見いだせないままバイクゲームに興じていたアフロディアの少年ヒロは、軍の技術士官シムスにスカウトされる。やがてイシュタルの重戦車部隊がアフロディアに侵攻、戦闘バイク部隊“HOUND”の一員として出撃したヒロは、大きな歴史のうねりに呑み込まれていく。
終戦後、イシュタルでは現執政（コンスル）レーベンドルフと軍司令ワルデマルとの覇権争いが激化する。しかし野望の男ラドー少佐の陰謀により両者共に死亡、彼と結託したレーベンドルフ未亡人グートルーネが実権を握る。陰謀に巻き込まれ左遷された親衛隊の見習い士官マティウ准尉は、軍を離れて得た仲間達と共にラドー少佐に戦いを挑む。

## 主な登場人物

### 第一部

#### アフロディア側
ヒロキ・セノオ
通称ヒロ。移民四世。バイクボウルチーム「キラーコマンダー」のフルバック。抜群の操縦テクニックを買われ、アフロディア軍戦闘バイク部隊“HOUND”にスカウトされる。地球へ行くことを夢見ている。
マーゴット・ナカモト
通称マギー。ヒロの女友達で、「キラーコマンダー」のマスコット兼メカニック。世話焼き。戦争で家族と共に難民となる。
ミランダ・コッカー
「キラーコマンダー」のクイーン。向こう気の強い性格。後に“HOUND”に志願し戦死する。
ロバート・イシイ
通称ロブ。「キラーコマンダー」の一員。
ヘレン・マクルーシ
テラ（地球）宇宙軍査察官。階級は中尉。理想主義者。アフロディアの査察中に、ヒロと関わりを持つ。戦後はイシュタル支局に転属となりラドーの企みをさぐるためにマティウに接触する。
マクマード・シムス
アフロディア国軍特殊要撃隊“HOUND”総指揮官。階級は少佐（後に大佐）。技術将校として武装バイクを開発。アカバ総帥に取り入り昇進する。
ジェフリー・カーツ
アフロディア国軍特殊要撃隊“HOUND”指揮官。階級は中尉で、ヒロの所属チームのキャップを務める。隊内一のテクニックを持つが、精神的暴力には弱い。
マイケル・ジョブス
通称マイク。“HOUND”隊員。階級は二等兵（後に上等兵）。ヒロの兄貴分で、トニーという弟がいる。ラドーによって撃破され戦死する。
エイラート・アカバ
アフロディア陸軍退役大将で、国軍の創設者。宗教結社“メサダ”の指導者。クーデターでアフロディアの実権を握る。
スジャック・ギュナン
テラ宇宙軍巡視隊隊長。階級は中尉。ヘレンの同僚で、トルコ出身。
ワット・E・B・シュティフター
金星開発局 (VDB) アフロディア支局主任。ミランダやヘレンと知り合い、戦いの渦中へ巻き込まれていく。ヴイナスの将来を憂う。

#### イシュタル側
クラウス・ワルデマル
イシュタル軍アフロディア上陸部隊総司令官。階級は上級大将。政治的野望を持ち、戦争の勝利によって次期執政(首相）の座を得ようと企む。
リヒャルト・ドナー
イシュタル軍のアフロディア上陸部隊の下位指揮官。 階級は准将。
ダンクバルト・ラドー
イシュタル軍アフロディア上陸部隊総司令部付副官。階級は大尉（後に少佐）。“HOUND”の有効性をいち早く見抜く。
野心家で第二部は彼の野望を中心に物語が進む。

### 第二部
マティウ・シム・ラドム
イシュタル親衛隊准尉。ラドーの陰謀に巻き込まれ、彼に戦いを挑む。
ルイザ・フェレオラ
イシュタル軍主計局少尉。ラドーに利用される。マティウの想い人。
ルピカ・ラチニア
マティウの幼友達。除隊したマティウと再会し、行動を共にする。
カール・レーベンドルフ
イシュタル現執政。政敵ワルデマルと共に暗殺される。
グートルーネ・レーベンドルフ
愛人ラドーと結託して夫と政敵を暗殺し、次期執政の座を得る。
Dr.コーリー
かつて細菌兵器の開発に関わっていた細菌学者。逃亡中のマティウと関わる。

## メカニック

### アフロディア
HOUND
イシュタルの「タコ」に対抗して、アフロディア軍開発局でシムス少佐を中心に開発された新型軍用バイク。重量1トン、排気量3500cc、出力1000ps以上。車体はセラミック製の装甲カウルで覆われている。武装は40mm口径の対戦車ライフル砲とミサイル2基、対人用機関砲2門。また3輪バギー型の対空砲タイプも存在する。

### イシュタル
アドミラルA-1戦車
イシュタル軍主力戦車。アフロディア側からは「タコ」と呼ばれ恐れられている。前面で1000mmという重装甲に、160mm滑腔砲と200mmミサイル砲を同軸装備している。
アタッカー
ティルトウイング式の小型地上攻撃機。高い運動性と重武装を誇る。HOUND隊の出現ポイントを予測したラドーが自ら搭乗して出撃、キャリア2台を破壊するなど甚大な被害を与えた。第二部でもマティウ達のヘリと空中戦を繰り広げた。

## アニメ版

### アニメ版の解説
メカニックは原作と大いに異なる。原作ではバイクや戦車が現在の現実社会に実在するものをベースとしていたのに対し、映画では横山宏・小林誠によるデザインに変わっている。バイクは競技用も戦闘用も一輪（戦闘用は低速時に収納式補助輪が出る）となり、大型戦車「タコ」はトカゲを想起させるようなものとなっている。
アニメ版オリジナルの登場人物が多く登場する。地球から金星を訪れた若い女性ジャーナリスト・スゥ（スーザン・ソマーズ）が、地球と異なる金星の文化や風俗を視聴者に紹介するための窓口役として設定されている。アニメ版のエンディングも、スゥが再び地球から金星へと旅立つシーンで終わっている。その他、敵役のドナー准将や友人のガリー、ウィル、ジャックらもアニメ版オリジナルの登場人物である。
本作では、アメリカ合衆国のアリゾナ州化石の森国立公園の砂漠地帯が金星のイメージに近いと雑誌の写真で見た安彦の希望により、同地でロケーション撮影が行われた。プロデューサーと美術スタッフが参加した5日間のロケで撮影された映像は、本編中で「戦闘バイクシミュレーター内の風景」として利用されている。

#### 安彦良和によるBlu-rayソフト許諾に至る経緯
本作は作者の安彦が自ら監督を担当したが、興行的には振るわなかったことなどの事情もあり、本作以降はガンダム絡みの仕事を除いて、アニメ製作の仕事からは退き、漫画業に専念した。その後、2015年に『機動戦士ガンダム THE ORIGIN』アニメ版で総監督に就き、約24年ぶりにアニメ製作の現場に復帰した（なお当時、安彦本人はアニメ監督を引退するといったような明確な宣言はしていない）。
後年、2012年3月頃に故郷の『北海道新聞』に掲載された連載記事で、本作品が興行的に成功しなかったことから、アニメ監督を辞めるしかなくなり、その苦い思いからDVDの発売許諾を出していない旨を語っている。ビデオソフトは1989年6月に松竹からテープメディアビデオソフトが、同年7月にバンダイビジュアルからレーザーディスクが発売されている。上映については2007年に川崎市市民ミュージアムで上映され、テレビ放送についてもたとえば2017年にはアニメシアターXで放送されており、DVDやBlu-rayなどの新規メディアのリリースに許諾を出していなかったものの、いわゆる封印作品の扱いになったわけではなかった。
その後、2018年に公開30周年記念として映画をイベント上映した際、併せて開催されたトークショーに登壇するため来館していた安彦は久々に映画を見て、「案外良く出来てるな」との感を持つ。その翌年の2019年7月に国内では初となるBlu-rayソフトがバンダイナムコアーツより発売された（国外向けでは「Venus Wars」のタイトルでリマスター版DVDやBlu-rayが販売済）。発売告知のため開設されたBlu-rayプロモーション特設サイトにおいて安彦は「デジタル配信の時代になり、もう“封印“という手段では作品を隠せないと教えられた」「今は作品（とファン）に詫びたい気持ち」「観てやってほしいと切に願う」とのコメントを寄せている。

#### テレビ放送
- BS12の『日曜アニメ劇場』枠で2023年7月30日（日曜） 19時00分 - 21時00分に放送。

#### 『ヴイナス戦記30周年特別番組』
以下の局で『ヴイナス戦記30周年特別番組』が放送された。安彦良和監督のインタビューを中心に構成された特別番組。
- TOKYO MX 2019年6月30日（日曜） 23時 - 23時30分
- BS11 2019年7月3日（水曜） 0時30分 - 1時00分（2日深夜）

### 声の出演
- ヒロ - 植草克秀（少年隊）
- マギー - 水谷優子
- スゥ - 原えりこ
- ミランダ - 佐々木優子
- ガリー - 納谷悟朗
- ウィル - 大塚芳忠
- キャッシー - 吉田古奈美
- ロブ - 菊池正美
- ジャック - 梁田清之
- タオ - 河口宏
- カーツ - 池田秀一
- ドナー - 塩沢兼人
- 将軍 - 藤本譲
- シムス - 玄田哲章
- チーフ - 仁内建之
- マギーの父 - 秋元羊介
- 支店長 - 沢木郁也
- デスク - 逢坂秀実
- バーテン - 稲葉実
- ゲームアナウンサー - 郷里大輔
- ジェフ - 山寺宏一
- クリス - 柏倉つとむ
- ケニー - 巻島直樹
- マヌエル - 星野充昭
- 警官 - 橋本博
- メカマン - 鈴木宏之
- アナウンサー - 山岡慶子

### スタッフ
- 原作・監督・キャラクターデザイン - 安彦良和
- 脚本 - 笹本祐一、安彦良和
- 作画監督 - 神村幸子
- 作画監督補 - 仲盛文、川元利浩
- メカニックデザイン - 小林誠、横山宏
- メカニック作画監督 - 佐野浩敏
- 演出 - 千明孝一
- 美術監督 - 小林七郎
- 撮影監督 - 玉川芳行
- 音響監督 - 千葉耕市
- 音楽監督 - 久石譲
- アドバイザー - 川又千秋
- ゼネラルプロデューサー - 倉田幸雄
- プロデューサー - 金子泰生、森島恒行
- アニメーション制作 - 九月社
- 製作・著作 - ヴイナス戦記製作委員会（学習研究社、松竹、バンダイ）

### 主題歌
『明日への風』
作詩 - 平野肇 / 作曲 - 大田黒裕司 / 編曲 - 平野孝幸 / 歌 - 柳ジョージ
『灼熱のサーキット』
作詩 - 冬杜花代子 / 作曲・編曲 - 久石譲 / 歌 - 山根えい子
『ヴイナスの風 (Wind On The Venus)』
作詩 - 冬杜花代子 / 作曲・編曲 - 久石譲 / 歌 - 北原拓

### 評価
脚本家の會川昇は、戦争に直面した若者が軍隊に組み込まれるという、当時のロボットアニメのテンプレへの問いかけを描きつつも、監督自身が「戦火の中で国を守るには軍事行動も止むを得ないのでは？」という疑心に陥ってしまい、それでも猶、頑なに軍隊を嫌悪して、軍隊からの離脱をテーマに掲げてしまったことから、話そのものが破綻していると指摘し、主人公が軍隊を否定することに監督が固執しているのが清々しく見えるという感想を述べている。

## ゲーム
- ヴイナス戦記 ファミリーコンピュータ 1989年10月14日発売 バリエ